# Karl Dietrich Eberhard König
Karl Dietrich Eberhard König ou Karl Koenig (Braunschweig, 1774 – Londres, 6 de setembro de 1851) foi um naturalista alemão. Quando se tornou, em 1806, assistente de  George Kearsley Shaw (1751-1813) no Museu Britânico trocou o  seu nome para Charles Konig.
Iniciou sua atividade científica produzindo um catálogo de uma coleção de minerais. Em 1813 sucedeu Shaw como curador do Departamento de História Natural. Quando este departamento é subdividido em três setores, Karl assume os de mineralogia e geologia.
Tornou-se membro da Royal Society em 1810.